# Rhacaplacarus incredibilis
Rhacaplacarus incredibilis är en kvalsterart som först beskrevs av Wojciech Niedbała 1982.  Rhacaplacarus incredibilis ingår i släktet Rhacaplacarus och familjen Phthiracaridae. Inga underarter finns listade i Catalogue of Life.